# Rumiñahui
Rumiñahui (en quechua rumi "piedra" y ñawi "ojo") (Píllaro, 1490 - Quito, 25 de junio de 1535) fue un general inca que participó en la guerra civil incaica en el bando del príncipe Atahualpa y posterior a la captura y muerte de éste luchó contra los remanentes del bando huascarista y los conquistadores españoles. 

## Biografía
Era hijo del inca Huayna Cápac, quien habría tomado como concubina a Nary Ati, princesa de Píllaro, hija de Ati, o cacique Pillahuaso, y de la reina Choazanguil. Era una antigua tradición incaica el consolidar sus conquistas territoriales con matrimonios poligámicos del Inca con una o varias princesas de los pueblos derrotados. Huayna Cápac pudo comprobar por sí mismo los beneficios que tales matrimonios producían; aquella habría sido la razón para casarse tanto en Puruhá, cuanto en Quito, engendrando así a los hermanos Rumiñahui y Atahualpa.

Rumiñahui pertenecía a la nobleza de privilegio; él mismo gustaba recordar su estirpe incaica, y se vanagloriaba de ser hijo de Huayna Cápac, llegando a ocupar las posiciones que mantenía como uno de los dirigentes de su padre, por sus méritos militares. 

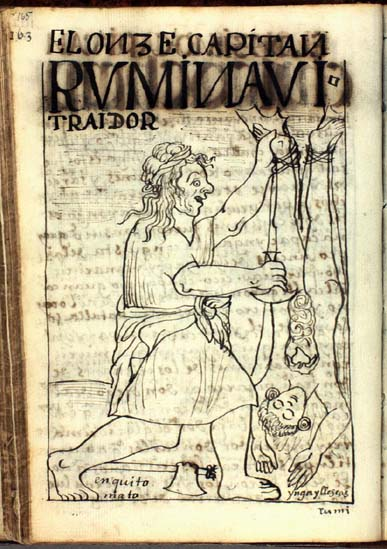
Rumiñahui asesinando a Inca Illescas.

El verdadero nombre de Rumiñahui es Pillahuaso II, de origen quitu. En cambio en quichua es Ati, que significa "vencedor, invencible", título que usaba el viejo Pillahuaso en tiempos de Huayna Cápac, habiéndolo transmitido a su nieto Rumiñahui. Fue el «rostro de piedra» para los incas quiteños: introvertido, severo, fuerte, ágil y autoritario. Un temperamento así tendría una expresión de dureza como la de la piedra precisamente, y por su aspecto físico le pusieron el sobrenombre de «Rumi Ñahui»: el Ojo de Piedra para los cuzqueños. Para algunos se debió a un velo que nublaba su vista, el resultado de una herida en batalla o una catarata. Para otros, sin embargo, sería por sus ojos, los que infundían dureza y un implacable carácter. Fue llamado el «gran señor» y «caudillo» por sus soldados. 
A la muerte de su padre Huayna Cápac, Rumiñahui le jura lealtad a su hermano Atahualpa. Cuando este se encontraba preso por los españoles en Cajamarca, y estos le pidieron los tesoros de Quito como rescate, Rumiñahui no los envió, pero logró enviar los de otras regiones, porque intuía que en cualquier caso iba a morir y sería mejor conservar intactos los tesoros de Quito. Al tener conocimiento de su muerte, y de la conducción del cadáver de Atahualpa desde Cajamarca hacia el norte,  Rumiñahui se traslada a Liribamba (Riobamba) con su vasallaje, en donde honró y dio sepultura a los despojos mortales de Atahualpa, con todos los honores y ceremonias de culto indígena, desconociéndose hasta la fecha el lugar donde se enterraron, al igual que su tesoro.
Cuando el ejército de Sebastián de Belalcázar, conformado por españoles y sus aliados cañaris, llegaron al vital nudo de Tiocajas, se encontraron con el ejército inca dispuesto a detener su avance. Rumiñahui hábilmente utilizó a su favor el terreno, tomó una posición ventajosa y los rodeó. Además, sus guerreros ya se habían acostumbrado a luchar contra arcabuces, cañones y caballería. Los españoles estuvieron varias veces a punto de ser derrotados y masacrados, sin embargo no rompían filas y aguantaban. Cuando Rumiñahui ya saboreaba la victoria, de pronto sucedió algo inesperado: explotó el volcán Tungurahua. Ese momento se vuelve fatídico para él, porque sus indígenas guerreros creían que era un castigo divino de su dios. Rumiñahui, pasa de potencial ganador de la batalla a ser derrotado, aunque logra escapar junto con algunos soldados. Después se produjeron escaramuzas entren ambos bandos, pero Rumiñahui ya no logró expulsar a los españoles y finalmente cayó preso de estos. 
Falleció quemado vivo por los españoles el 25 de junio de 1535, en una improvisada hoguera en lo que actualmente se conoce como la Plaza Grande de Quito. Así lo aseguró el historiador ecuatoriano Óscar Efrén Reyes. Existe en una acta del Cabildo de Quito del 25 de junio de 1535, en la cual se indica que Rumiñahui fue exterminado. Aun así, algunos establecimientos educativos del Ecuador recuerdan ese día del asesinato cruel y ponderan su valentía y lealtad.

## Guerrero de Atahualpa
Poco se sabe de su adolescencia y, sólo a través de conjeturas, algunos historiadores modernos del Ecuador han reconstruido su relación con Atahualpa quien, incluso, habría sido su medio hermano. Según estas teorías, el Inca Huayna Cápac habría tomado como concubina a la madre de Rumiñahui quien habría pertenecido a una familia muy noble de Píllaro. Aparte de estas alegaciones, hay que reconocer que Rumiñahui ciertamente pertenecía a la nobleza de su región, de lo contrario difícilmente habría llegado a los cargos que ocupó.
Como general de los ejércitos incas, Rumiñahui es recordado por participar en algunas campañas en las que el mismo Atahualpa que lo acompañaba constantemente supo ilustrarse. A la muerte de Huayna Cápac, era natural que el general quiteño tomara partido en el campamento de Atahualpa, tanto por las experiencias comunes que tenían como por la hostilidad que ambos sentían por los cuzqueños.
Rumiñahui participó en la guerra civil inca manteniéndose en estrecho contacto con su señor. Al inicio de las hostilidades estuvo presente en los enfrentamientos más importantes junto a Quizquiz y Chalcuchímac, pero, cuando el área de operaciones se desplazó hacia la capital inca, estuvo destinado a salvaguardar la retaguardia. Se encontró así en Cajamarca en el momento dramático de la captura de Atahualpa.

## Captura de Atahualpa en Cajamarca

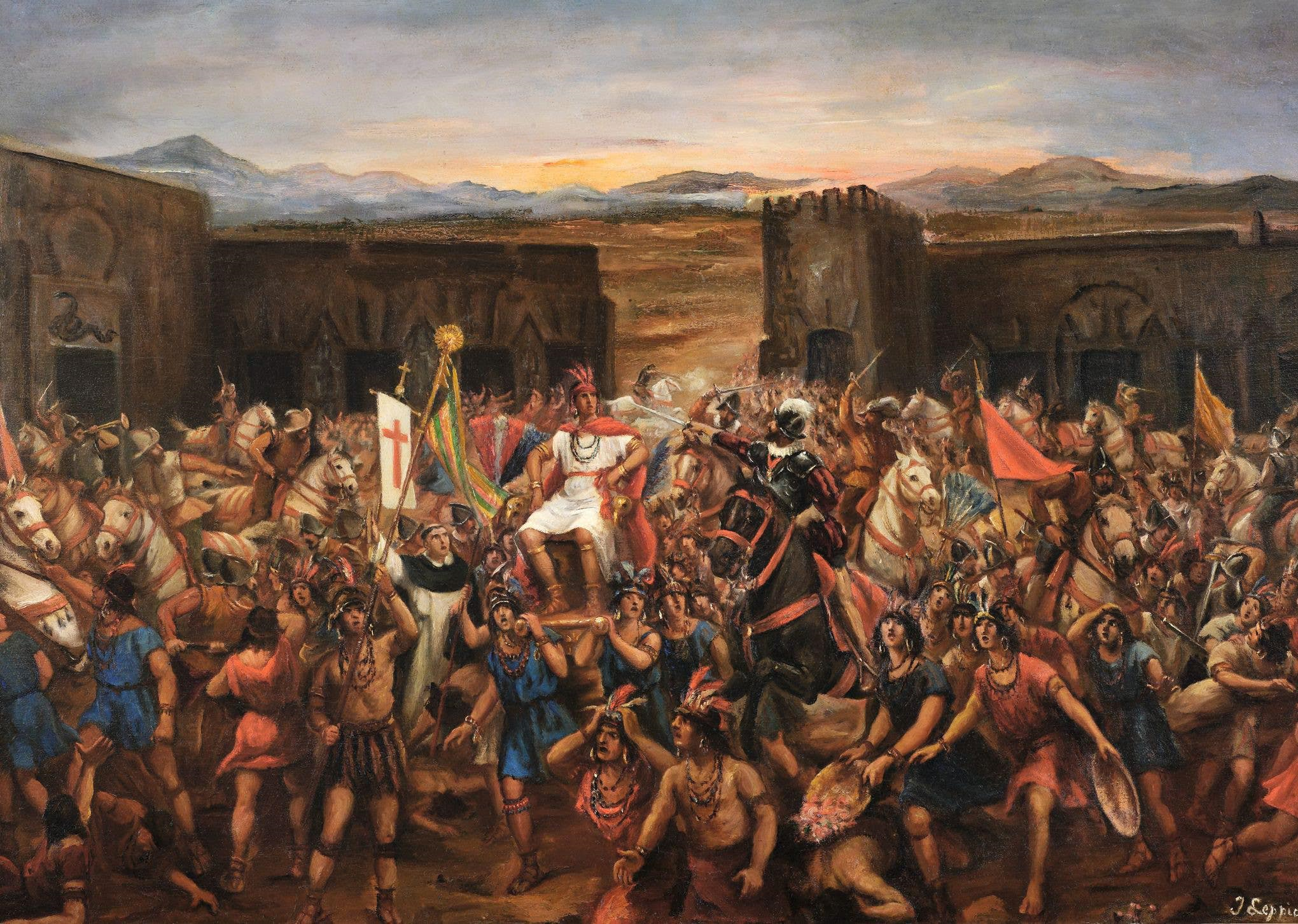
La captura de Atahualpa por las tropas de Francisco Pizarro.

Parece que había sostenido la necesidad de enfrentarse a los conquistadores españoles tan pronto como desembarcaran, pero su astuto consejo, como soldado consumado, no había sido seguido y el Inca había preferido amoldarse a la opinión de sus espías. Rumiñahui había quedado así fuera de la ciudad con un ejército, en armas, integrado por unos 5.000 soldados.
Los historiadores se han preguntado a menudo por qué este ejército no intervino cuando quedó claro que su señor había caído en una emboscada. Probablemente hubo dos razones para esta decisión. En primer lugar, la férrea disciplina inca que no permitía tomar iniciativas personales sin las órdenes adecuadas y es evidente que Rumiñahui había sido dejado fuera de la ciudad, por precaución y en espera de provisiones. En segundo lugar, la celeridad de la acción y la confusión que siguió, combinada con la preocupación de dañar la integridad del Inca que estaba en medio de la carnicería.
Cuando quedó claro que el día había sido fatal para los ejércitos atahualpistas, Rumiñahui dio orden de retirarse a Quito y logró rescatar a sus tropas sin sufrir pérdida alguna.

### Toma del poder
Durante el encarcelamiento de Atahualpa, Rumiñahui se limitó a vigilar la presencia de los españoles sin intervenir y en cambio favoreció la recolección de tesoros para la redención del Inca que fue supervisada personalmente por Quilliscacha, Illescas para los cronistas ibéricos, hermano del mismo soberano. Sin embargo, se negó a entregar el tesoro personal de Atahualpa que no era otro que el del reino de Quito, escondiéndolo en un lugar secreto.
A la muerte del Inca en 1533, Rumiñahui entendió que los españoles también llegarían a los territorios bajo su jurisdicción y se dispuso a actuar en consecuencia. Sin embargo, se encontró con la oposición de Illescas quien, con un alma pacífica, no quería enfrentarse a los extranjeros cuya fuerza creía estar al borde de la invencibilidad.
Para Rumiñahui, esta debilidad del legítimo sucesor de Atahualpa fue un incentivo para actuar. Con la excusa de un banquete en conmemoración del difunto Inca reunió a todos los parientes y fieles de Atahualpa y, en medio de la fiesta, los hizo apresar y reprimir a todos. Antes de llamarse Señor de Quito, Rumiñahui hizo ejecutar a Illescas, a quien consideraba un traidor a la tierra de sus antepasados. El cuerpo del desdichado príncipe fue desconsagrado, es decir, liberado de los órganos internos para formar, con la piel, una especie de tambor macabro.

## Resistencia contra los españoles

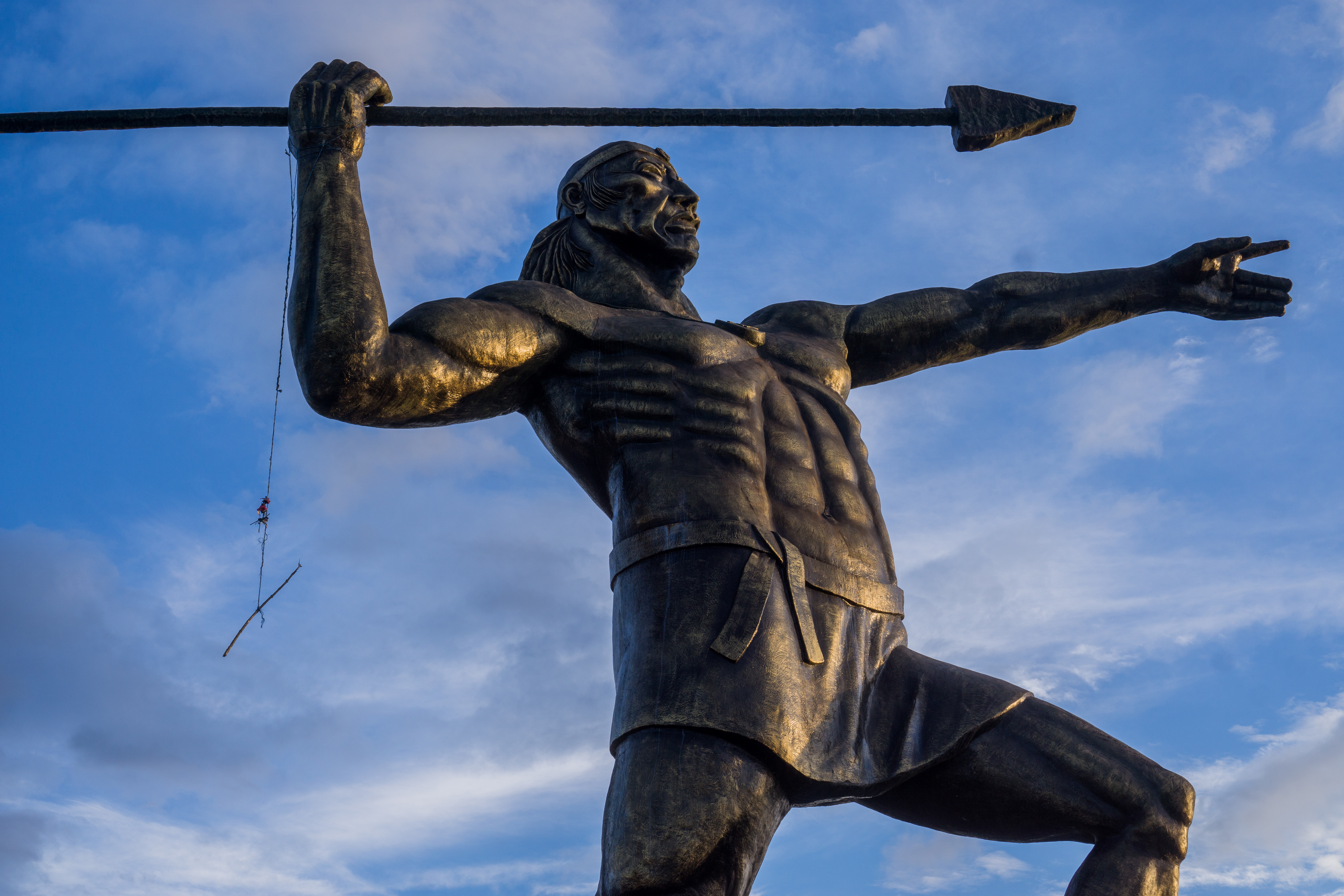
Monumento a Rumiñahui en la Plaza de la Resistencia Indígena (Píllaro).

Las fuerzas españolas a las que se enfrentó Rumiñahui eran muy numerosas. En un principio, las tropas ibéricas sólo podían contar con las filas de Sebastián de Belalcázar que, por iniciativa propia, había emprendido la conquista de los territorios del norte, deslumbrado por la esperanza del oro que se decía existía en grandes cantidades. El lugarteniente de Francisco Pizarro pronto se unió a Diego de Almagro enviado, con algunos hombres, para llamarlo de nuevo al orden. Posteriormente estos contingentes se fortalecieron con la llegada de Pedro de Alvarado, el conquistador de México, quien, a costa de una marcha impresionante, que le había costado un número espantoso de víctimas, había llegado a los Andes desde Puerto Viejo.
Rumiñahui tampoco estaba solo. A su lado combatían los ejércitos de Zope-Zopahua, Zopozopangui, Razo-razo, Pintag II hijo de Pintag, y algunos soldados más, llegando también refuerzos de Quizquiz que retornaban desde el Cuzco. Los tres ejércitos indígenas, sin embargo, operaron por separado y esto permitió a los españoles enfrentarlos uno a uno con evidentes ventajas estratégicas.
El factor que más influyó en el desenlace del conflicto fue la presencia de los cañaris, alineados junto a los españoles. Antiguos enemigos de los quiteños, estas tribus creían poder aprovechar las desventuras de sus antiguos opresores para recuperar su libertad, sin saber que enfrentarían un yugo mucho más pesado. Su presencia permitió a los españoles aliviarse de cualquier preocupación que no fuera de carácter bélico. Los cañaris, de hecho, les proveyeron de las provisiones necesarias y se encargaron del transporte del equipaje, además, en el momento del enfrentamiento, fueron los primeros en entablar combate permitiendo que los españoles intervinieran en medio de la refriega para hacer la diferencia.
A pesar de ello, las primeras batallas fueron muy encarnizadas y los españoles pagaron caro su avance. Teocajas, Ambato, Pancallo y Latacunga fueron escenarios de feroces batallas que vieron a las fuerzas quiteñas pelear valientemente sin perder terreno. Quizquiz, en un solo combate mató a catorce enemigos y obligó al grueso del ejército español a retirarse. El anciano líder, sin embargo, no pudo continuar por mucho tiempo en sus hazañas porque fue asesinado por sus propios hombres en una acalorada disputa, mientras quería convencerlos de pasar a un estado de guerra de guerrillas.
Episodios memorables fueron los combates en el callejón andino, la recepción posiblemente del cadáver de Atahualpa en Liribamba, la deserción de muchos indígenas al bando español, la muerte de los primeros cuatro caballos en combate, cuyas cabezas adornadas con flores fueron expuestas por Rumiñahui como prueba de la vulnerabilidad española, y la gesta heroica en la "Tercera batalla de Tiocajas" donde el ejército de Rumiñahui conformado por las tribus norteñas que eran pequeñas en número: pastos, cayambis, puruháes, otavalos, caranquis, etc., lucharon bravamente sin piedad ante la tropas españolas de Belalcázar, de los  cañaris y demás tribus aliadas a su bando. Los españoles por vez primera saboreaban lo amargo de la derrota, el cerco indígena se estrechaba ya al terminar el día y los españoles, ya vencidos, se arrodillaron pidiendo la protección de su apóstol Santiago. De ponto escucharon un ruido profundo que venía de las entrañas de la tierra, era la erupción del volcán Tungurahua, y para suerte de los españoles, los hombres de Rumiñahui botaron sus armas, creyendo que su dios estaba con ira.
"Es mejor morir en seguida por sus manos, con sus armas y debajo de sus caballos. Por lo menos nos quedará este contento de haber hecho nuestro deber como honrados y valientes." Son expresiones que el historiador español, Antonio de Herrera, pone en boca de Rumiñahui cuando este arengaba a los suyos, espantados por la erupción del Tungurahua, mientras detenían el avance de Belalcázar sobre Quito y sus tesoros.
Antes de que Quito cayera, Rumiñahui la incendió, escondió los afamados tesoros de Atahualpa y pasó a cuchillo a 4.000 indígenas pillajes, zámbizas y collaguazos, que habían recibido a Belalcázar como libertador. También ordenó que mataran a las principales acllas de los templos que se negaran a huir, para evitar que fueran capturadas y asaltadas por los soldados extranjeros. Belalcázar entró a Quito en julio de 1534 hacia las fiesta de Pentecostés.

## Conquista de Quito
La segunda fase fue una gesta desesperada, refugiado entre los yumbos al lado occidental del Pichincha, levantó a los indígenas de los Chillos y Latacunga, cayó sobre Quito, persiguió a Belalcázar que se dirigía a Riobamba a conferenciar con Pedro de Alvarado, se atrincheró en las breñas de Píllaro, pasó a Quijos, se escondió en los solitarios Llanganates y retrasó en tres meses la segunda entrada de Belalcázar a Quito.
Fundada la ciudad española en diciembre de 1534, Belalcázar dio el asalto final a Rumiñahui en el pucará de Sigchos, en Cotopaxi. Rumiñahui, cojeando y solo, fue capturado por cuatro infantes y un jinete en las breñas del Rumiñahui, quienes tenían órdenes de no matarlo, sino torturarlo. Juan de Ampudia le aplicó el tormento, pero no le sacó palabra sobre el tesoro de Atahualpa.

## Muerte
El propósito de la conquista de Quito fue para los españoles la búsqueda de oro y en particular del tesoro de Atahualpa quien se dice que fue enterrado con él. Solo se había encontrado una pequeña cantidad de oro, y no había ni una sombra del tesoro. Belalcázar y sus capitanes, convencidos de la existencia de esta enorme fortuna, registraron en vano la ciudad, destruyendo templos y casas. Finalmente, exasperados por estas búsquedas infructuosas, recurrieron a sus prisioneros para extraer la información que deseaban. Rumiñahui y los demás capitanes fueron sometidos a torturas, pero nada revelaron, o que en realidad no tenían nada que confesar, o que tenían un corazón tan fuerte que hasta tenían razón sobre los tormentos del verdugo. Ante sus intentos fallidos, los españoles decidieron deshacerse de ellos y el 25 de junio de 1535 Rumiñahui , Zope-Zopahua, Quingalumba, Razorazo y Sina fueron ejecutados, algunos en la hoguera y otros con formas igualmente atroces de ejecución.
El Libro de Actas del Cabildo quiteño consigna que el 25 de junio de 1535: "Se prendieron los principales señores de estas provincias que se tenía por cierto que sabían del oro y plata, que se decía en ellas había, que son Orominavi (Rumi Ñahui), Zopozopagua, Quingalumba, Razorazo, Sina. Por razón de los delitos que cometieron, se ha hecho justicia de ellos".

## Homenajes

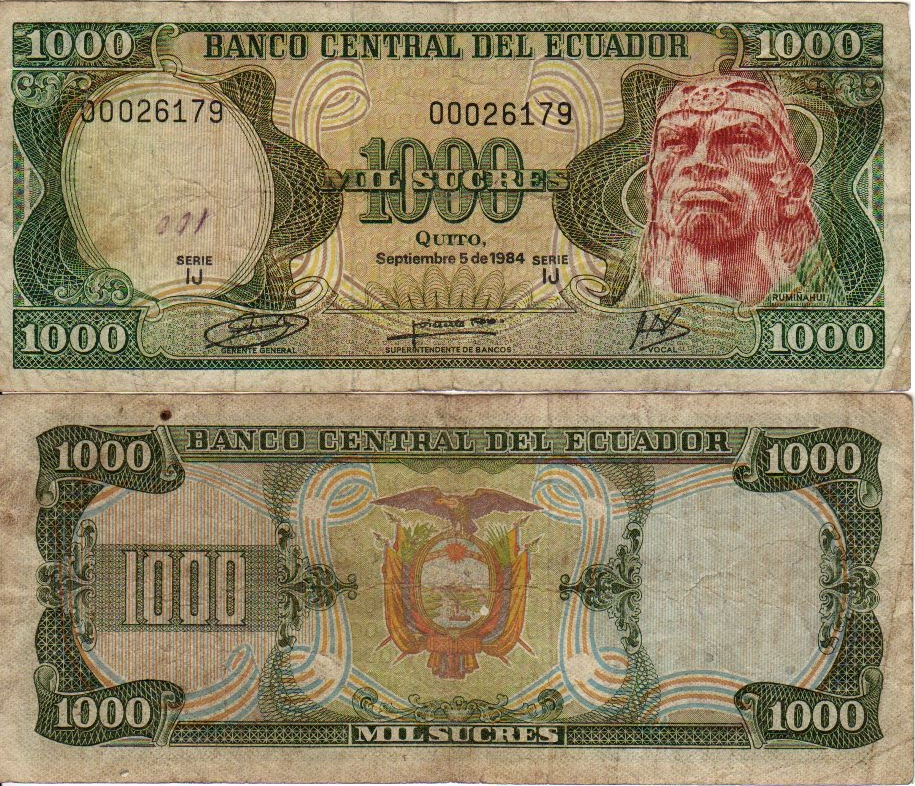
Billete de 1000 sucres.

Por su valentía, coraje, rebeldía y sobre todo honor, existen ahora múltiples calles, estadios, coliseos, escuelas, y demás monumentos públicos, que llevan su nombre en el Ecuador. Su efigie, basada en el busto creado por el artista ecuatoriano Vicente O. Rivadeneira Armendáriz (1929-2006), constaba en el billete de mil sucres, moneda que desde el 2000 fue sustituida por el dólar estadounidense.